# Moon Warriors
Pour plus de détails, voir Fiche technique et Distribution.
Moon Warriors (戰神傳說, Zhan shen chuan shuo) est un film d'arts martiaux hongkongais réalisé par Sammo Hung et sorti en 1992 à Hong Kong.
Il totalise 38 159 986 HK$ au box-office.

## Synopsis
Fei (Andy Lau), un simple pêcheur, était autrefois un puissant épéiste. Il déjoue une tentative d'assassinat contre le 13e prince (Kenny Bee) et l'aide à reconquérir le trône confisqué par son frère. Yuet-nga (Anita Mui) et Mo-sin (Maggie Cheung) apparaissent comme la future épouse et l'assistance du prince, tout en participant aux combats.

## Fiche technique
- Titre original : 戰神傳說
- Titre international : Moon Warriors
- Réalisation : Sammo Hung
- Scénario : Alex Law (en)
- Photographie : Arthur Wong, Cheung Man-po et Tam Chi-wai
- Montage : Kam Ma
- Musique : Mark Lui (en), James Wong et Sherman Chow
- Production : Jessica Chan
- Société de production : Teamwork Motion Pictures
- Société de distribution : Newport Entertainment
- Pays d'origine :  Hong Kong
- Langue originale : cantonais
- Format : couleur
- Genre : Arts martiaux
- Durée : 83 minutes
- Dates de sortie :
  -  Hong Kong : 19 décembre 1992

## Distribution
- Andy Lau : Fei
- Kenny Bee : 13e prince
- Anita Mui : la princesse Yuet-nga
- Maggie Cheung : Mo-sin
- Kelvin Wong : 14e prince
- Chang Yi (en) : le seigneur Lan-ling
- Chin Ka-lok : le garde du corps de 13e prince
- Heung Lui
- Tam Wai : le tueur de 14e prince dans la forêt de bambou
- Ng Biu-chuen
- Wong Man-kit
- Lam Wai-kong
- Sam Mei-yiu
- Law Yiu-hung
- Lui Tat : un villageois
- Mak Wai-cheung : un tueur
- Hsiao Ho (en) : un tueur
- Leo Tsang : l'officier décapité
- Hon Ping : un tueur
- Cheung Wing-cheung
- Hoi Wai : Neptune